# Фридрих II (Тек)
Вижте пояснителната страница за други личности с името Фридрих II.
Фридрих II фон Тек (на немски: Friedrich II von Teck; * ок. 1286; † между 28 юли и 29 ноември 1342) е херцог на Тек от линията Оберндорф на Некар.

## Произход
Син е на херцог Херман I фон Тек († 1313/1314) и съпругата му Беатрикс фон Геролдсек († 1302), дъщеря на граф Хайнрих I фон Геролдсек-Велденц († 1296/1298). Брат е на Лудвиг IV († 1352), Херман II († 1319) и Лутцман (Лудвиг V) († 1332/1334).

## Фамилия
Фридрих II фон Тек се жени пр. 13 юни 1336 г. за Анна фон Монфор-Тетнанг, дъщеря на граф Вилхелм I „Богатия“ фон Монфор-Брегенц-Тетнанг († 1348/1350) и Кунигунда фон Раполтщайн. Те нямат деца.